# Dichapetalum latifolium
Dichapetalum latifolium är en tvåhjärtbladig växtart som beskrevs av Henri Ernest Baillon. Dichapetalum latifolium ingår i släktet Dichapetalum och familjen Dichapetalaceae. Inga underarter finns listade i Catalogue of Life.